# Wzgórza Krzyżowe

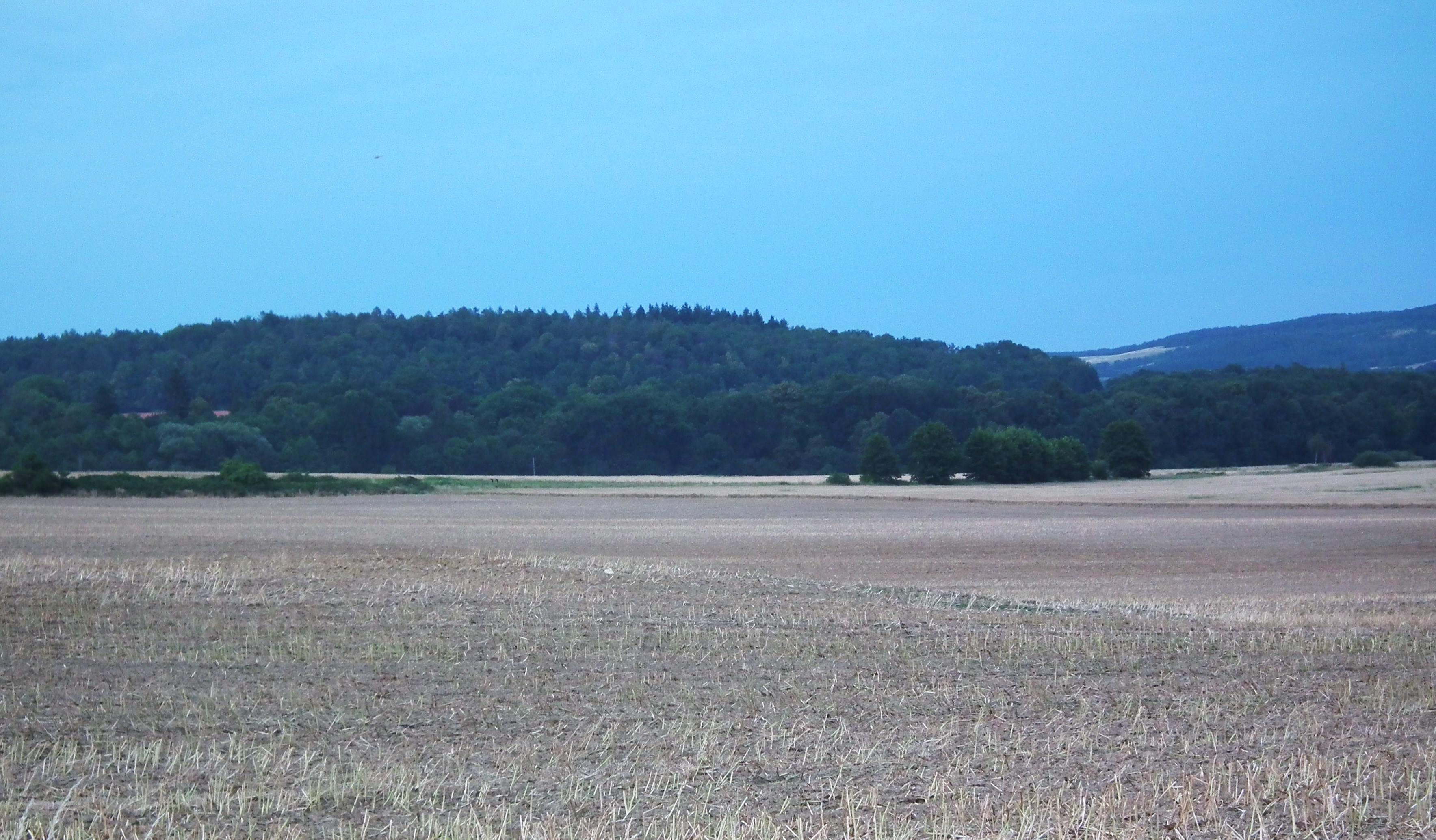
Działowa

Wzgórza Krzyżowe – wzgórza w południowo-zachodniej Polsce, na Przedgórzu Sudeckim, w województwie dolnośląskim. Zgodnie z podziałem fizycznogeograficznym (według Kondrackiego i Walczaka) jest to mikroregion należący do mezoregionu Wzgórza Niemczańsko-Strzelińskie.

## Położenie
Wzgórza położone są w środkowo-zachodniej części Wzgórz Niemczańsko-Strzelińskich, na północny wschód od miejscowości Dzierżoniów, między miejscowościami Stoszów na północnym zachodzie i Gola Dzierżoniowska na południowym wschodzie. Od strony północno-wschodniej oddzielone są Doliną Krzywuli od Wzgórz Łagiewnickich, od północnego zachodu, od Masywu Ślęży oddzielone są doliną Oleszny, a od południowo-zachodniej strony zbocza opadają w kierunku Kotliny Dzierżoniowskiej, od południowego wschodu graniczą ze wzgórzami: Guminskimi, Gilowskimi. Obszar Wzgórz objęty jest obszarem chronionego krajobrazu.

## Opis
Wzgórza Krzyżowe są podjednostką Wzgórz Niemczańsko-Strzelińskich, stanowiącą teren o podobnym charakterze. Są to niewielkie wzniesienia przekraczające wysokość nieco ponad 400 m n.p.m., jednak ze względu na kształt zboczy, nabrało charakteru małego pasma górskiego. Pasmo ma kształt soczewki o długości ok. 6 kilometrów i rozciąga się w kierunku południowo-wschodnim, od Stoszowa do miejscowości Gola Dzierżoniowska, największą szerokość osiąga w środkowej części pasma. Najwyższym szczytem pasma jest Zamkowa Góra (407 m).